# VE-dag
VE-dag, også kendt som Victory in Europe-dagen (Sejr i Europa-dagen), fandt sted den 8. maj 1945, og var dagen, hvor De Allierede officielt fejrede deres sejr over Adolf Hitlers Nazi-Tyskland.
VE-dagen blev markeret mange steder i Europa. I London deltog over en million mennesker i fejringen og skabte noget, der lignede en karnevalsagtig atmosfære. Masserne samledes blandt andet foran Buckingham Palace, hvor den britiske kong George 6. og premierminister Winston Churchill viste sig på balkonen.
I USA dedikerede præsident Harry Truman, der samme dag fejrede sin 61 års-fødselsdag, sejren til sin forgænger Franklin D. Roosevelt. Roosevelt havde arbejdet hårdt og målbevidst for at opnå sejren, men døde den 12. april, mindre end en måned før fejringen af sejren over Nazi-Tyskland.
De allierede havde aftalt at gøre den 9. maj til VE-dag men vestlige journalister offentliggjorde nyheden om Tysklands overgivelse tidligere end planlagt. De vestlige allierede valgte derfor at flytte VE-dagen en enkelt dag frem. Sovjetunionen holdt fast ved den aftalte dato, fordi nyheden p.g.a. tidsforskellen var efter midnat; Rusland og enkelte andre lande fejrer stadig den 2. verdenskrigs europæiske afslutning den 9. maj.
Den 8. maj 1945 var størstedelen af Tyskland allerede besat af de allierede, og VE-dagen fik derfor ikke nogen væsentlig praktisk betydning for de civile tyskere i disse områder. I årene lige efter den 2. verdenskrigs afslutning, blev VE-dagen af hovedparten af den tyske befolkning set som en nederlagets dag. Som årene gik, ændrede mange tyskere dog gradvist deres opfattelse af dagens betydning. I 1985 holdt den tyske præsident Richard von Weizsäcker en tale i forbindelse med 40 års-dagen for den tyske overgivelse, hvor han omtalte den 8. maj som en befrielsesdag fra det nazistiske regime. Ved 60-års jubilæet den 8. maj 2005 fejrede man i Tyskland dagen som "Demokratiets Dag".